# Pretzien
Pretzien – dzielnica miasta Schönebeck (Elbe) w Niemczech, w kraju związkowym Saksonia-Anhalt, w powiecie Salzland.
Do 31 grudnia 2008 Pretzien było samodzielną gminą należącą do wspólnoty administracyjnej Schönebeck.